# Alexander Salzberger
Alexander Per Åke Salzberger, född 5 juni 1985, är en svensk skådespelare, komiker och författare. 

## Biografi
Salzberger är utbildad på Scengymnasiet S:t Eriks teaterlinje och tog 2007 examen från Teaterhögskolan i Stockholm. 
2007 satte han upp den egna monologen Måsarna skrattar sig hesa på Södra teatern och spelade själv rollen. Efter det har han varit verksam vid bland annat Uppsala stadsteater, Kulturhuset Stadsteatern, Dramaten, Backa Teater, Moment teater och Riksteatern. På Backa Teater satte han också upp den egna uppmärksammade monologen Kicktorsken 2012, som även turnerade, gavs i en version på SVT och nominerades till Svenska teaterkritikers förenings pris. Kicktorsken kom 2017 även ut i bokform på Norstedts. 2016 debuterade han som musikartist under artistnamnet "Salzberger" med singeln "Trouble". Han arbetar även som imitatör, konferencier och DJ.
Han har ett förhållande och en son tillsammans med skådespelaren Disa Östrand.

## Teater/Scen

### Roller (ej komplett)
| År   | Roll                          | Produktion | Regi                 | Teater                              |
| ---- | ----------------------------- | --- | -------------------- | ----------------------------------- |
| 2005 |                               | Mordet på Marat (Die Verfolgung und Ermordung Jean Paul Marats dargestellt durch die Schauspielgruppe des Hospizes zu Charenton unter Anleitung des Herrn de Sade) | Nils Poletti         | Unga Turteatern                     |
| 2006 |                               | Lars Demian & Alexander Salzberger |                      | Mosebacke/Södra teatern             |
| 2006 |                               | Tyst! FBI kan vara här också Alexander Salzberger |                      | Riksteatern                         |
| 2006 |                               | Cafe Problem | Ulla Cassius         | Kulturhuset                         |
| 2007 |                               | Måsarna skrattar sig hesa Alexander Salzberger |                      | Södra teatern Parkteatern           |
| 2008 |                               | Bingo – Det här var ditt liv | Egill Pallson        | Uppsala Stadsteater                 |
| 2008 |                               | En vintersaga (The Winter's Tale) | Etienne Glaser       | Uppsala Stadsteater                 |
| 2008 |                               | Bröderna Grym – Sagor för vuxna | Pontus Stenshäll     | Uppsala Stadsteater                 |
| 2008 |                               | Gösta Berlings saga | Anders Paulin        | Uppsala Stadsteater                 |
| 2009 |                               | Löjtnanten från Inishmore (Lieutenant of Inishmore) | Pontus Stenhäll      | Uppsala Stadsteater                 |
| 2009 |                               | Lång dags färd mot natt (Long Day's Journey into Night) | Kia Berglund         | Teater Giljotin Uppsala Stadsteater |
| 2009 |                               | Macbeth | Pontus Stenshäll     | Moment Teater                       |
| 2010 |                               | Under Bältet | Andreas Boonstra     | Moment teater                       |
| 2010 |                               | Kött | Anna Vnuk            | Backa teater Göteborgs Stadsteater  |
| 2010 |                               | Yvonne (Iwona, księżniczka Burgunda) | Mattias Andersson    | Backa teater Göteborgs Stadsteater  |
| 2011 | Josef K                       | Processen (Der Process) Franz Kafka | Egill Palson         | Backa teater Göteborgs Stadsteater  |
| 2012 |                               | Kicktorsken Alexander Salzberger | Alexander Salzberger | Backa teater                        |
| 2017 | Lyngstrand                    | Frun från havet (Fruen fra havet) Henrik Ibsen | Sofia Jupither       | Dramaten                            |
| 2017 | Sam                           | Uppenbarelsen Mattias Andersson | Mattias Andersson    | Dramaten                            |
| 2018 |                               | SAFE Falk Richter | Falk Richter         | Dramaten                            |
| 2018 | Sam                           | Uppenbarelsen Mattias Andersson | Mattias Andersson    | Dramaten                            |
| 2018 | Ed Marlowe Ben                | Mary Page Marlowe Tracy Letts | Alexander Mørk-Eidem | Dramaten                            |
| 2019 | Steve                         | Linje Lusta (A Streetcar Named Desire) Tennessee Williams | Stefan Larsson       | Dramaten                            |
| 2021 | Boris                         | Måsen (Чайка, Tjajka) Anton Tjechov | Lyndsey Turner       | Dramaten                            |
| 2022 |                               | Eld Jonas Hassen Khemiri | Antú Romero Nunes    | Dramaten                            |
| 2022 | Steve                         | Linje Lusta (A Streetcar Named Desire) Tennessee Williams | Stefan Larsson       | Dramaten                            |
| 2024 | Edmund, Gloucesters oäkta son | Kung Lear (King Lear) William Shakespeare | Falk Richter         | Dramaten                            |

### Regi (ej komplett)
| År   | Produktion  | Upphovsmän                                            | Teater   |
| ---- | ----------- | ----------------------------------------------------- | -------- |
| 2024 | Son och far | Alexander Salzberger fritt efter August Strindberg    | Dramaten |
| 2025 | Papporna    | Alexandra Pascalidou Bearbetning Alexander Salzberger | Dramaten |

## Film/TV
- 2000 – En klass för sig (TV-serie) /SVT, Regi: Daniel Fridell
- 2006 – Beck – Gamen /TV4, Regi: Kjell Sundvall
- 2006 – Futurevision (kortfilm) /SVT, Regi: Peter Pontikis
- 2008 – Morgonsoffan (TV-serie)
- 2008 – Vakna svensk /UR/Atmo, Regi: Musse Hasselwall
- 2009 – Hotell Kantarell (TV-serie) /SVT, Regi: Micke Hellström
- 2009 – Vägen hem - en film om synden, skulden och skotten i Knutby /TV4/Filmlance, Regi: Karin Swärd
- 2010 – Kommissarien och havet - Ett liv utan lögner (TV-serie)
- 2011 – Extra! Extra! – Kärleksskolan (TV-serie) /TV3 Jarowskij
- 2014 – Vännerna (kortfilm)
- 2015 – 30 grader i februari (TV-serie)
- 2015 – Arne Dahl: En midsommarnattsdröm
- 2015 – Arne Dahl: Dödsmässa
- 2015 – Arne Dahl: Mörkertal
- 2015 – Arne Dahl: Efterskalv
- 2015 – Arne Dahl: Himmelsöga
- 2016 – Finaste familjen (TV-serie)
- 2018 – Maria Wern – Den eld som brinner (TV-serie)
- 2018 – Hjärtat
- 2019 – Filip och Mona (TV-serie)
- 2020 – Amningsrummet (TV-serie)
- 2020 – Limboland (TV-serie)
- 2021 – Shop
- 2021 – Knackningar
- 2022 – Fabian Minsk (TV-serie)
- 2022 – Sjukt (TV-serie)
- 2022 – Likea (TV-serie)

## Radio
- Humorhimlen P3 medverkande
- Radio Liechtenstein Idé/medverkan P3 humor
- "Bröllopsreportern" Idé/regi/medverkan P3 humor
- Kungen kommer till Rissne Idé/regi/medverkan P3 humor
- Surdegshotellet Idé/medverkan Radioteatern i P1
- Lille Al Fadji P3 humor Ide/medverkan
- Zlatans brorsa P3 humor Ide/Medverkan

Uppläsare av vinnaren i Sveriges radios novellpris "Gift mot sin vilja " av Arkan Assad

## Utmärkelser och stipendier
- 2008 - Sandrews stipendium